# Lough Derg (Donegal)
Pour les articles homonymes, voir Lough Derg.
Lough Derg (de l'irlandais: Loch Dearg, la corruption du Loch Geirg signifie le lac de Geirg), est un petit lac, dans le comté de Donegal, en Irlande.

## Géographie
Lough Derg est près de la frontière avec l'Irlande du Nord et se trouve à environ 7 km au nord du village frontalier de Pettigo. Il est surtout connu pour le purgatoire de St Patrick, un site de pèlerinage sur Station Island.
Le lac a une superficie d'environ 890 ha, mais est peu profond, ce qui le rend dangereux par mauvais temps.
Il est réputé pour la pêche du brochet, de la perche et de la truite.

## Historique

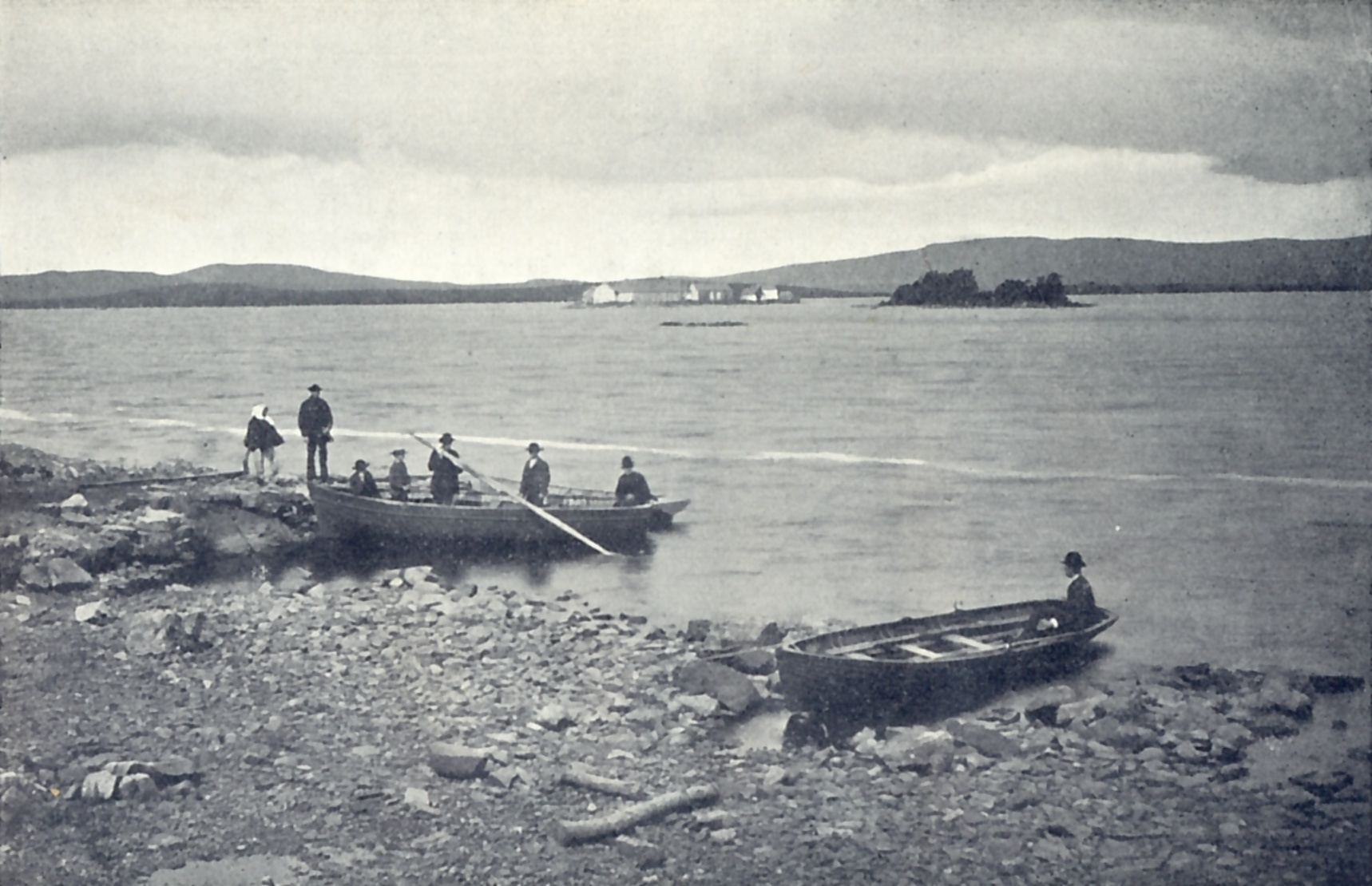
Pèlerins à Lough Derg.

Héritier d'une légende païenne, le lac est un symbole syncrétique du celtisme et du catholicisme irlandais. Une minuscule île (de 100 m de long sur 60 m de large) au milieu du lac, connue sous le nom de Station Island, abrite une grotte qui, selon une tradition légendaire, aurait abrité saint Patrick. N'arrivant pas à convaincre les gens de l'existence du ciel, de l'enfer et du purgatoire, il aurait imploré Dieu de lui donner un signe. Dans une vision, il voit une caverne sur une île dans le Lough Derg. Dans cette caverne appelée purgatoire de saint Patrice, « le Christ aurait montré à ce saint une fosse profonde à l'intérieur de laquelle, quiconque passait un jour et une nuit, pouvait contempler les peines de l'Enfer et les joies du Ciel ». En 1135, les chanoines réguliers de Saint-Augustin prennent possession de Lough Derg et assurent la promotion du pèlerinage popularisé par le traité  Tractatus de purgatorio sancti Patricii rédigé à la fin du XIIe siècle. Le pape Alexandre VI autorise en 1497 la fermeture des cellules du monastère et de la caverne de Saints'Island, le purgatoire étant probablement transféré à cette époque sur l'île voisine de Station Island. Dans le contexte conflictuel des affrontements confessionnels, la chapelle et le pèlerinage subissent destructions et interdictions en 1632, 1704 et 1727. En 1790, la grotte est comblée et remplacée par une chapelle. Une basilique octogonale dédiée à saint Patrick est achevée en 1931. La famille de l'évêque catholique écossais John Leslie qui avait acheté le lac et ses alentours en 1650 le cède en 1960 au diocèse de Clogher. Aujourd'hui, plus de dix mille personnes s'y rendent en pèlerinage, entre le premier juin et la mi-août, pour y réaliser une retraite pendant trois jours. Ce pèlerinage est considéré comme un des plus pénibles de la chrétienté, puisque les fidèles doivent pendant ces trois jours ne se nourrir que de pain accompagné de thé noir ou d'eau du lac parfumée au poivre.